# Vimmerby (stad)
Vimmerby is de hoofdstad van de gemeente Vimmerby in het landschap Småland en de provincie Kalmar län in Zweden. De plaats heeft 7827 inwoners (2005) en een oppervlakte van 682 hectare.
De belangrijkste toeristische attractie in Vimmerby is Astrid Lindgrens Värld, een themapark gebaseerd op de verhalen van Astrid Lindgren.
De brouwerij Åbro Bryggeri is er gevestigd.

## Verkeer en vervoer
Bij de plaats lopen de Riksväg 23/Riksväg 34 en Riksväg 40.
De plaats heeft een station aan de spoorlijn Kalmar - Linköping.

## Geboren
- Astrid Lindgren (1907–2002), schrijfster

- Library of Congress Control Number: n92043487
- Nationale Bibliotheek van Israël: 987007567890105171
- Virtual International Authority File: 158417048